# Unité urbaine de Chartres
L'unité urbaine de Chartres est une unité urbaine française centrée sur Chartres, préfecture et ville principale du département d'Eure-et-Loir, au cœur de la troisième agglomération urbaine de la région Centre-Val de Loire.

## Données générales
En 2010, selon l'Insee, l'unité urbaine était composée de neuf communes.
En 2020, à la suite d'un nouveau zonage, elle est composée des neuf mêmes communes.
En 2022, avec 88 536 habitants, elle représente la 1re unité urbaine du département d'Eure-et-Loir et occupe le 3e rang dans la région Centre-Val de Loire.
En 2022, sa densité de population s'élève à 1 285 hab/km2. Par sa superficie, elle ne représente que 1,17 % du territoire départemental mais, par sa population, elle regroupe 20,45 % de la population du département d'Eure-et-Loir.

## Composition de l'unité urbaine en 2020
Elle est composée des neuf communes suivantes :
| Nom                     | Code Insee | Département  | Statut       | Superficie (km2) | Population (dernière pop. légale) | Densité (hab./km2) | Modifier                                    |
| ----------------------- | ---------- | ------------ | ------------ | ---------------- | --------------------------------- | ------------------ | ------------------------------------------- |
| Chartres (ville-centre) | 28085      | Eure-et-Loir | ville-centre | 16,85            | 37 990 (2022)                     | 2 255              | modifier les données · modifier les données |
| Barjouville             | 28024      | Eure-et-Loir | banlieue     | 4,10             | 1 755 (2022)                      | 428                | modifier les données · modifier les données |
| Champhol                | 28070      | Eure-et-Loir | banlieue     | 5,37             | 3 674 (2022)                      | 684                | modifier les données · modifier les données |
| Le Coudray              | 28110      | Eure-et-Loir | banlieue     | 5,52             | 4 063 (2022)                      | 736                | modifier les données · modifier les données |
| Lèves                   | 28209      | Eure-et-Loir | banlieue     | 7,51             | 5 701 (2022)                      | 759                | modifier les données · modifier les données |
| Lucé                    | 28218      | Eure-et-Loir | banlieue     | 6,06             | 15 658 (2022)                     | 2 584              | modifier les données · modifier les données |
| Luisant                 | 28220      | Eure-et-Loir | banlieue     | 4,43             | 6 818 (2022)                      | 1 539              | modifier les données · modifier les données |
| Mainvilliers            | 28229      | Eure-et-Loir | banlieue     | 11,92            | 10 950 (2022)                     | 919                | modifier les données · modifier les données |
| Morancez                | 28269      | Eure-et-Loir | banlieue     | 7,13             | 1 927 (2022)                      | 270                | modifier les données · modifier les données |

## Évolution démographique
| 1968   | 1975   | 1982   | 1990   | 1999   | 2006   | 2011   | 2016   | 2022   |
| ------ | ------ | ------ | ------ | ------ | ------ | ------ | ------ | ------ |
| 60 278 | 72 943 | 78 770 | 85 933 | 87 800 | 87 711 | 89 103 | 89 450 | 88 536 |

#### Données générales
- Unité urbaine
- Aire d'attraction d'une ville
- Liste des unités urbaines de France

#### Données démographiques en rapport avec l'unité urbaine de Chartres
- Aire d'attraction de Chartres
- Arrondissement de Chartres

#### Données démographiques en rapport avec l'Eure-et-Loir
- Démographie d'Eure-et-Loir